# Decisiones
Decisiones (anteriormente chamado de "Determinaciones") é uma série de televisão de antologia produzida na Colômbia, México, Estados Unidos e Porto Rico pela RTI para Telemundo.
Este formato de uma hora consiste em histórias que têm início, meio e fim dentro do mesmo programa (ou seja, é uma série unitária), o que permite ao espectador desfrutar de uma história completamente diferente a cada noite. Decisiones teve uma primeira versão no início dos anos 1990, que foi transmitida durante o dia na Colômbia e promoveu as recém-criadas delegacias de família e dirigida por Aurelio Valcárcel Carroll.

## Produção
Os locais de produção são as cidades de Miami e Bogotá, realizadas nos estúdios da Telemundo em Miami. RTI e Caracol Televisión em Bogotá; embora os episódios sejam gravados em México, Porto Rico e outros lugares.
Cerca de 6 atores participam de cada programa, entre os quais se destacam personagens que representam os protagonistas e antagonistas de cada história. São sempre elencos diferentes e desde a sua estreia mais de 1000 atores passaram pelo programa. Envolve também uma equipe de trabalho composta por 20 técnicos e é liderada pela argentina Candela Ferro, antiga figura principal da Telemundo. Na Colômbia a apresentadora da série foi Mabel Kremer.

## Enredo
| “ | As histórias que vamos contar são reais, foram recriadas, para que você as conheça e faça parte das decisões que vamos encontrar na vida. (introdução do episódio do dia) Eu te convido a assistir este capítulo de Decisões (ou Decisões do Dia pelo SBT), onde você será o verdadeiro protagonista. | ” |

Em cada episódio, são apresentados algum caso da vida real, escrito por um telespectador, com uma dramatização de acordo com cada fato temporal, tendo início, meio e fim no mesmo episódio ou capítulo. Geralmente, os desfechos costumam apresentar algo surpreendente.

## Elenco
Já passaram pela série:
- Jorge Enrique Abello
- Gabriela Spanic
- José Ángel Llamas
- Arap Bethke
- Mauricio Islas
- Ariel López Padilla
- Osvaldo Ríos
- Julián Gil
- María Helena Doering
- Juan Ramón Santos
- Katherine Mercedes
- Gabriela Vergara
- Lorena Rojas
- Adriana Campos
- Natalia Streignard
- Diana Quijano
- Roberto Mateos
- Danna García
- Miguel Varoni
- Mara Croatto
- Pedro Moreno
- Carolina Ramírez
- Mark Tacher
- Carolina Gómez
- Marcela Carvajal
- Jorge Aravena
- Sonya Smith
- Fernanda Ruizos
- Christian Meier
- Diego Bertie
- Rossana Fernández-Maldonado
- Ricardo Abarca
- Marisol Aguirre
- Carmen Villalobos
- Natasha Klauss
- Indhira Serrano
- Margarita Muñoz
- Paola Rey
- Gabriel Valenzuela
- Carina Cruz
- Malillany Marín
- Marcelo Buquet
- Sofía Stamatiades
- Aarón Balderi
- Claudia Caicedo
- David Zepeda
- Juan David Agudelo
- Andrea Lopez
- Alex Rocha
- Héctor Arredondo
- Carolina Gaitán
- Ana Lucía Domínguez
- Maurizio Konde
- Willy Martin
- Marco Zunino
- Paulo Quevedo
- Salvador del Solar
- Carolina Acevedo
- Luis Antonio Marros
- Carmen Aub
- Martín Navarrete Silva
- Harry Geithner
- Martín Karpan
- Carlos de la Mota
- Carolina Tejera
- Aura Cristina Geithner
- Catherine Siachoque
- Carlos Guillermo Haydon
- Jorge Luis Pila
- Ismael La Rosa
- Yul Bürkle
- Michel Brown
- Maritza Rodríguez
- Juan Pablo Gamboa
- Jencarlos Canela
- Andrea Villarreal

## Transmissão
A série era exibida pela Telemundo e pela RTI Producciones até seu final.
No Brasil, foi exibida pela Rede Bandeirantes em 2010, dentro do programa Márcia, apresentado como um dos quadros da atração, onde a apresentadora titular, junto com especialistas, avaliavam cada episódio, recebendo o título de Decisões da Vida. Foi adquirida pelo SBT em 2022, sendo transmitida entre os dias 12 e 16 de setembro de 2022, substituindo Esmeralda e foi substituída por Cristal (nas praças sem programação local), sob o título Decisões do Dia.
A trama ganhou uma reboot em 2019, sob o titulo Decisiones: unos ganan, otros pierden.